# Сльози крапали
«Сльози крапали» (рос. «Слёзы капали») — російський радянський художній фільм у жанрі трагікомедії режисера Георгія Данелія, знятий у 1982 році за власним сценарієм (у співпраці з Киром Буличовим та Олександром Володіним). Прем'єра фільму відбулася 15 січня 1983 року.

## Синопсис
Сюжет фільму можна розглядати як сучасну інтерпретацію казки Ганса Крістіана Андерсена «Снігова королева».

## В ролях
- Євген Леонов — Павло Іванович Васін
- Ія Саввіна — Ірина Васіна
- Ніна Гребешкова — Зінаїда Галкіна
- Ольга Машна — Наталя Соловйова
- Олександра Яковлева — Люся, невістка Васіна
- Борис Андреєв — Микола Ванічкін
- Лев Перфілов — власник піаніно
- Борислав Брондуков — алкоголік Федір
- Петро Щербаков — професор Склянський
- Ніна Русланова — Діна, подруга дружими Васіна
- Ія Нінідзе — французька дівчина
- Микола Парфьонов — Кузякін
- Андрій Толубєєв — Толік Бобильов
- Борис Сморчков — Валентин Максимович Сорокін
- Анатолій Соловйов — Федір Ванічкін
- Ірина Шмельова — Олена Новікова, наречена
- Олександр Денисенко — Саша Єрмаков, наречений
- Геннадій Ялович — Станіслав Пташук
- Данута Столярська — адміністратор в готелі
- Тетяна Новицька — продавчиня канцтоварів
- Елеонора Шашкова — представник будівельної організації
- Олександр Павлов — представник будівельної організації
- Георгій Данелія — пасажир у трамваї
- Рене Хобуа — зазначений в титрах, у фільмі не грав

## Знімальна група
- Автор сценарію: Георгій Данелія, Кір Буличов, Олександр Володін
- Режисер: Георгій Данелія
- Директор картини: Микола Гаро
- Оператор-постановник: Юрій Клименко
- Художник-постановник: Олександр Макаров
- Композитор: Гія Канчелі

## Факти про фільм
- Кінострічка стала останньою акторською роботою Бориса Андреєва. Невдовзі після зйомок актор помер.
- Пісня Друзей теряют только раз, написана на вірші поета Геннадія Шпаликова, була виконана спеціально для фільму Георгієм Данелія у пам'ять про автора поетичного твору. Планувалося, що виконувати її буде професійний співак, проте після показового запису режисера, де він намагався пояснити своє бачення пісні, вирішили залишити цей варіант[1].
- Через те, що на найвищому рівні фільм визнали досить «похмурим» та через безпідставні чутки, ніби Данелія вінчався в церкві, що було на той час дисидентським вчинком, кінострічку заборонили до показу закордоном та тримали більш ніж півроку на полицях, а потім видали «другим екраном» (показ лише у ранкових сеансах та у периферійних кінотеатрах)[2].
- Фільм знімався в Одесі (сцени, де головний герой їде у трамваях — це лінія до заводу «Центроліт» та лінія Люстдорфською дорогою; новобудови — вулиці Паустовського, Академіка Вільямса та Ільфа і Петрова; сцена розмови із героєм Борислава Брондукова — Французький бульвар; сцена, де герой Євгена Леонова йде вздовж сірого муру — Обсерваторний провулок; сцена із затопленням «Запорожця» — вулиця 25 Чапаївської Дивізії; будинок «міської ради» — це Театр музичної комедії на початку вулиці Пантелеймонівської), Калузі (більшість сцен, де фігурує переміщення головного героя містом — яскраво видно губернську забудову 18-19 століть), Ростові (заключна частина фільму, зокрема епізоди з піаніно, а також ряд загальних планів) та Москві (сцена у готелі).